# Амритсар

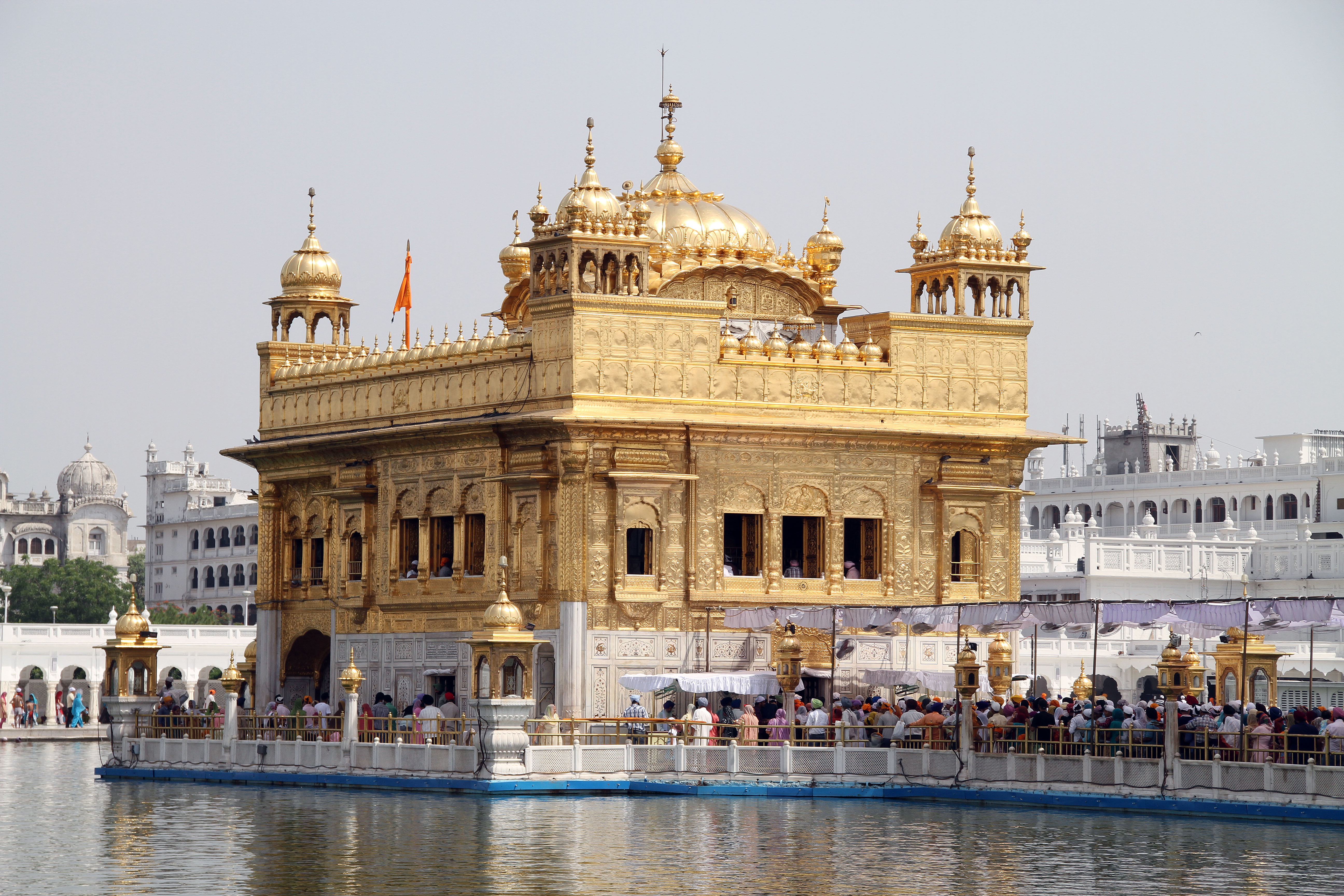
Хармандир Сахиб — главный храм (гурдвара) сикхов

Амри́тсар (в.-пандж. ਅੰਮ੍ਰਿਤਸਰ, хинди अमृतसर) — город в северо-западной Индии, в штате Пенджаб. Население — 1 183 705 чел. (по переписи 2011 года).
Амритсар — священный город сикхов. Основан четвёртым гуру Рам Дасом в 1577. Город получил название от священного пруда, в центре которого находится Хармандир-Сахиб (Золотой храм), главная сикхская гурдвара. В главном храмовом комплексе Амритсара расположен Акал Тахт. В Амритсаре происходили многие важнейшие события сикхской истории, в том числе последних лет.

## История
Город основан на месте деревни Тунг, выкупленной за 700 рупий четвёртым лидером сикхов Рам Дасом в 1574 году у прежних владельцев, и назван в честь расположенного на участке озера. В том же году гуру Рам Дас перенёс свою резиденцию в Амритсар.
Центр Амритсара с узкими улицами в основном застроен в XVII—XVIII веках. Город представляет собой пример уникальной системы городского планирования Катрас. Система Катрас предполагает строительство замкнутых на себе кварталов, каждый из которых может стать самостоятельной оборонительной единицей в случае нападения.

### Бойня на Джаллианвала-багх

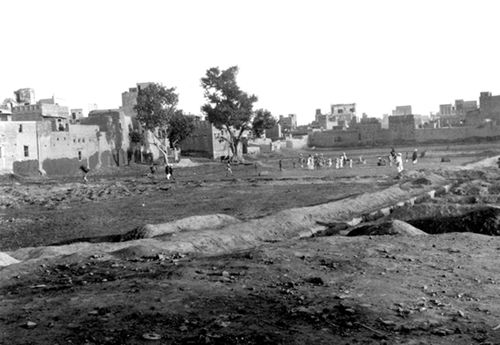
Джаллианвала-багх в 1919 году, спустя месяц после бойни

13 апреля 1919 года в Амритсаре произошёл массовый расстрел мирных жителей во время Джаллианвала-багхской бойни.
Во время Первой мировой войны в Амритсаре происходили существенные беспорядки, особенно в среде сикхов. 10 апреля 1919 года, Сатья Пал и Сайфуддин Китчлев, два известных сторонника движения ненасильственного сопротивления колониальной администрации (сатьяграха) были вызваны в резиденцию заместителя комиссара, задержаны, арестованы и высланы в Дхарамсетлу, в современном штате Химачал-Прадеш. Это стало причиной всеобщей забастовки и марша протеста 50 000 человек. Марш протеста был остановлен. Согласно официальной версии погибло 12 человек и ранено от 20 до 30 человек. Согласно данным Индийского национального конгресса погибло от 20 до 30 человек.
Три дня спустя, 13 апреля, на традиционный фестиваль Байсакхи, в Джаллианвала-багх, собрались тысячи мусульман, сикхов и индуистов. Через час после начала митинга, в 16:30, по приказу заместителя командующего британским военным контингентом, Дайером без предупреждения были заблокированы основные выходы и начался расстрел толпы. Расстрел длился около 10 минут. Общее число погибших по британским данным составило 379. По оценкам Индийского национального конгресса погибло около 1000 человек.

### Волнения 1947 года
Раздел Британской Индии на Индию и Пакистан оказал глубокое воздействие на демографическую, экономическую, культурную, политическую и социальную структуру Амритсара. Раздел штата Пенджаб между Индией и Пакистаном привёл к тому, что Амритсар оказался приграничным городом. До раздела, исламская лига хотела включить Амритсар в состав Пакистана, основываясь на близости города к Лахору (около 30 миль) и доли мусульман в населении города, близкой к 50 %, однако город оказался в составе Индии. Индийский национальный конгресс преследовал сходные цели, настаивая на включении Лахора как культурного, экономического и политического центра Пенджаба, а также долю индуистов и сикхов населении города порядка 50 % населения в состав Индии, однако Лахор стал частью Пакистана. В результате, в Амритсаре и Лахоре произошли одни из наиболее трагичных в истории человечества социальные потрясения и беспорядки. Исламское население Амритсара было вынуждено спешно покинуть свои дома и собственность перед угрозой массовых антиисламских волнений в Амритсаре. Аналогичная картина наблюдалась и в Лахоре.

### Операция «Голубая Звезда»
Операция «Голубая Звезда» проходила в Амритсаре с 3 по 6 июня 1984 года индийскими войсками по приказу Индиры Ганди, тогдашнего премьер-министра Индии, и была направлена против сикхских боевиков, укрывавшихся в Золотом храме в Амритсаре.
Согласно официальной информации в ходе спецоперации погибло 83 военнослужащих. Методы проведения и результаты военной операции вызвали широкий общественный резонанс. 4 месяца спустя операции, 31 октября 1984 года, Индира Ганди была убита своими телохранителями — сикхами по вероисповеданию. Вслед за её смертью, более 3000 сикхов погибло в ходе антисикхских погромов.

## Физико-географическая характеристика
Средняя высота над уровнем моря — 234 метра.
Климат
Климат города характеризуется как полупустынный, что типично для северо-западной Индии. Можно выделить 4 основных сезона: зима (с ноября по март), когда температуры меняются от 4 до 19°С; лето (с апреля по июнь), когда температуры могут достигать 45°С; муссон (с июля по сентябрь) и постмуссон (с сентября по ноябрь). Средний годовой уровень осадков составляет 681 мм. За последние десятилетия самая низкая температура была отмечена 9 декабря 1996 года и составила −7,6 °C. Самая высокая температура была зафиксирована 22 мая 2013 года и составила 48,1 °С.
| Показатель                    | Янв. | Фев. | Март | Апр. | Май  | Июнь | Июль  | Авг.  | Сен. | Окт. | Нояб. | Дек. | Год   |
| ----------------------------- | ---- | ---- | ---- | ---- | ---- | ---- | ----- | ----- | ---- | ---- | ----- | ---- | ----- |
| Абсолютный максимум, °C       | 29,0 | 31,3 | 35,7 | 41,9 | 48,1 | 46,2 | 42,0  | 37,2  | 36,5 | 34,6 | 29,3  | 23,2 | 48,1  |
| Средний суточный максимум, °C | 19,2 | 21,9 | 26,9 | 33,9 | 38,8 | 39,8 | 35,3  | 34,3  | 34,4 | 32,3 | 27,0  | 21,3 | 30,43 |
| Средний суточный минимум, °C  | 3,9  | 6,3  | 11,0 | 16,2 | 21,2 | 24,9 | 25,6  | 25,2  | 22,7 | 15,7 | 8,6   | 4,3  | 15,47 |
| Абсолютный минимум, °C        | −7,1 | −6,8 | −3,8 | 2,6  | 7,7  | 13,8 | 14,0  | 15,0  | 9,6  | 4,3  | −3,5  | −7,6 | −7,6  |
| Норма осадков, мм             | 28,3 | 29,2 | 34,8 | 19,3 | 19,6 | 51,7 | 224,7 | 174,5 | 94,6 | 21,3 | 5,7   | 14,6 | 718,3 |
| Источник:                     |      |      |      |      |      |      |       |       |      |      |       |      |       |

## Население
Население города по данным на 2011 год составляет 1 132 761 человек. Мужчины составляют около 55 % от населения города. Уровень грамотности — около 77,2 %. Доля детей младше 6 лет — 15 %. Большая часть населения исповедуют сикхизм, распространён также индуизм и другие религии. Основной язык населения Амритсара — пенджаби.

## Транспорт
Международный аэропорт Шри Гуру Рам Дас Джи расположен в 11 км к северо-западу от города. Выполняются рейсы в такие города как Дели, Джамму, Лондон, Ереван, Абу-Даби, Дубай и др. Сравнительно недалеко от Амритсара, на пакистанской стороне находится аэропорт Лахора.
Через Амритсар проходит национальное шоссе № 1 (Великий колёсный путь), связывающее Дели и Лахор. Великий колёсный путь, построенный Шер-шахом, соединил север индийского субконтинента, связав Пешавар в современном Пакистане с Сонаргаоном в современном Бангладеш. Город также соединён с такими важными городами как Дели, Мумбаи, Калькутта разветвлённой сетью железных дорог. Ежедневное автобусное сообщение с такими городами как Джамму, Амбала, Дели, Чандигарх. Городской транспорт включает авторикши и автобусы.